# Doyenné (christianisme)
Pour les articles homonymes, voir Doyenné.
Un doyenné (en latin : decanatus) est dans le christianisme une circonscription administrative qui regroupe plusieurs paroisses. Les doyennés sont eux-mêmes regroupés en archidiaconés, subdivisions d'un diocèse.
Le doyenné a à sa tête un doyen.

## Rôles et organisation
Plus encore que l’archidiacre, le doyen sert d’intermédiaire entre l’autorité épiscopale et le clergé de son doyenné.
Les doyens sont élus par leurs collègues du doyenné et confirmés par l’évêque. Les doyens jouent un rôle important lors de l'installation de nouveaux curés. Quand les curés présentés par les collateurs ont été examinés par l’archidiacre et agréés par l’évêque, c’est le doyen qui les conduit dans leur paroisse, convoque les fidèles au son de la cloche et procède à leur installation. Il doit ensuite veiller sur eux, visiter les églises, les chapelles, les cimetières.
Pour les aider dans leurs fonctions, les doyens ruraux ont un ou plusieurs échevins, choisis également par les prêtres du doyenné parmi leurs collègues.
C’est encore à lui d’administrer les derniers sacrements aux prêtres de son doyenné et de les conduire à leur dernière demeure.
(Remarque : il existe un autre sens ecclésiastique pour le mot doyen : le doyen d'un chapitre religieux — ou prévôt, primicier — dirige et préside le chapitre, le collège des chanoines).

### Tradition catholique
En France, l'Église catholique a créé des doyennés qui correspondent le plus souvent à un canton dont le chef-lieu devient généralement le siège du doyenné, avec à sa tête un  'curé-doyen'.

### Tradition anglicane
Le doyen de Westminster préside le chapitre de l'abbaye de Westminster. Par privilège spécial, le doyen réfère directement à la reine, et pas à l'évêque de Londres ni à l'archevêque de Cantorbéry.

### Tradition protestante
Dans quelques églises protestantes un doyenné est une circonscription de plusieurs paroisses, par exemple dans l'Église protestante luthérienne en Bavière ou dans l'Église protestante du Palatinat.